# جائزة أستراليا الكبرى 1951
جائزة أستراليا الكبرى 1951 هو سباق فورمولا 1 أقيم بتاريخ 5 مارس 1951 في أستراليا الغربية.